# Sansac-Veinazès
 Sansac-Veinazès  es una población y comuna francesa, en la región de Auvernia, departamento de Cantal, en el distrito de Aurillac y cantón de Montsalvy.

## Demografía
| 276 | 247 | 228 | 209 | 202 | 211 |
| Para los censos de 1962 a 1999 la población legal corresponde a la población sin duplicidades (Fuente: INSEE [Consultar]) |     |     |     |     |     |